# DJ Ötzi/Diskografie
Diese Diskografie ist eine Übersicht über die musikalischen Werke des österreichischen Pop- und Schlagersängers DJ Ötzi und seiner Pseudonyme wie Anton und DJ Ötzi Junior. Den Quellenangaben zufolge hat er bisher mehr als 16 Millionen Tonträger verkauft. Seine erfolgreichste Veröffentlichung ist die Single Ein Stern (… der deinen Namen trägt) mit über 1,42 Millionen verkauften Einheiten. Die Single verkaufte sich alleine in Deutschland über 1,3 Millionen Mal und zählt damit nicht nur zu den meistverkauften deutschsprachigen Schlagern, sondern allgemein zu einer der meistverkauften Singles des Landes. Zusammen mit der Debütsingle Anton aus Tirol (eine Million verkaufte Einheiten) erreichten insgesamt zwei Singles den Status eines Millionensellers in Deutschland, damit war er der erste Interpret nach Bernd Clüver, der das seit 1973 schaffte.

## Alben

### Studioalben
| Jahr | Titel Musiklabel                                                   | Höchstplatzierung, Gesamtwochen, AuszeichnungChartplatzierungen (Jahr, Titel, Musiklabel, Platzierungen, Wochen, Auszeichnungen, Anmerkungen) | Höchstplatzierung, Gesamtwochen, AuszeichnungChartplatzierungen (Jahr, Titel, Musiklabel, Platzierungen, Wochen, Auszeichnungen, Anmerkungen) | Höchstplatzierung, Gesamtwochen, AuszeichnungChartplatzierungen (Jahr, Titel, Musiklabel, Platzierungen, Wochen, Auszeichnungen, Anmerkungen) | Höchstplatzierung, Gesamtwochen, AuszeichnungChartplatzierungen (Jahr, Titel, Musiklabel, Platzierungen, Wochen, Auszeichnungen, Anmerkungen) | Anmerkungen                                                 |
| Jahr | Titel Musiklabel                                                   | DE | AT | CH | UK | Anmerkungen                                                 |
| ---- | ------------------------------------------------------------------ | --- | --- | --- | --- | ----------------------------------------------------------- |
| 2000 | Das Album UltimaTIEF (EMI)                                         | DE7 Gold · (31 Wo.)DE | AT1 Platin · (41 Wo.)AT | CH5 Gold · (22 Wo.)CH | — | Erstveröffentlichung: 10. November 2000 Verkäufe: + 225.000 |
| 2001 | Love, Peace & Vollgas UltimaTIEF (EMI)                             | DE23 (7 Wo.)DE | AT2 ×2Doppelplatin · (35 Wo.)AT | CH23 (7 Wo.)CH | — | Erstveröffentlichung: 23. Juli 2001 Verkäufe: + 80.000      |
| 2002 | Today Is the Day auch bekannt als: Flying to the Sky Polydor (UMG) | DE49 (4 Wo.)DE | AT3 Gold · (18 Wo.)AT | CH50 (5 Wo.)CH | — | Erstveröffentlichung: 28. Februar 2002 Verkäufe: + 20.000   |
| 2007 | Sternstunden Polydor (UMG)                                         | DE7 ×3Dreifachgold · (52 Wo.)DE | AT2 ×2Doppelplatin · (38 Wo.)AT | CH16 Gold · (38 Wo.)CH | — | Erstveröffentlichung: 2. März 2007 Verkäufe: + 355.000      |
| 2008 | Hotel Engel Polydor (UMG)                                          | DE26 Gold · (32 Wo.)DE | AT1 Platin · (37 Wo.)AT | CH5 (24 Wo.)CH | — | Erstveröffentlichung: 14. November 2008 Verkäufe: + 120.000 |
| 2010 | Du und ich Polydor (UMG)                                           | DE45 (3 Wo.)DE | AT7 Gold · (15 Wo.)AT | CH30 (5 Wo.)CH | — | Erstveröffentlichung: 29. Oktober 2010 Verkäufe: + 10.000   |
| 2013 | Es ist Zeit Polydor (UMG)                                          | DE7 (5 Wo.)DE | AT2 Gold · (19 Wo.)AT | CH5 (12 Wo.)CH | — | Erstveröffentlichung: 15. Februar 2013 Verkäufe: + 7.500    |
| 2017 | Von Herzen Electrola (UMG)                                         | DE11 (4 Wo.)DE | AT6 (11 Wo.)AT | CH18 (5 Wo.)CH | — | Erstveröffentlichung: 24. März 2017                         |
| 2021 | Sei du selbst – Party 2.0 Electrola (UMG)                          | DE8 (14 Wo.)DE | AT2 (11 Wo.)AT | CH15 (7 Wo.)CH | — | Erstveröffentlichung: 1. Oktober 2021                       |

### Gemeinschaftsalben
| Jahr | Titel Musiklabel              | Höchstplatzierung, Gesamtwochen, AuszeichnungChartplatzierungen (Jahr, Titel, Musiklabel, Platzierungen, Wochen, Auszeichnungen, Anmerkungen) | Höchstplatzierung, Gesamtwochen, AuszeichnungChartplatzierungen (Jahr, Titel, Musiklabel, Platzierungen, Wochen, Auszeichnungen, Anmerkungen) | Höchstplatzierung, Gesamtwochen, AuszeichnungChartplatzierungen (Jahr, Titel, Musiklabel, Platzierungen, Wochen, Auszeichnungen, Anmerkungen) | Höchstplatzierung, Gesamtwochen, AuszeichnungChartplatzierungen (Jahr, Titel, Musiklabel, Platzierungen, Wochen, Auszeichnungen, Anmerkungen) | Anmerkungen                                                  |
| Jahr | Titel Musiklabel              | DE | AT | CH | UK | Anmerkungen                                                  |
| ---- | ----------------------------- | --- | --- | --- | --- | ------------------------------------------------------------ |
| 2012 | Simply the Best Polydor (UMG) | DE38 (4 Wo.)DE | AT3 (13 Wo.)AT | CH31 (7 Wo.)CH | — | Erstveröffentlichung: 23. März 2012 mit den Bellamy Brothers |

### Kompilationen
| Jahr | Titel Musiklabel                                   | Höchstplatzierung, Gesamtwochen, AuszeichnungChartplatzierungen (Jahr, Titel, Musiklabel, Platzierungen, Wochen, Auszeichnungen, Anmerkungen) | Höchstplatzierung, Gesamtwochen, AuszeichnungChartplatzierungen (Jahr, Titel, Musiklabel, Platzierungen, Wochen, Auszeichnungen, Anmerkungen) | Höchstplatzierung, Gesamtwochen, AuszeichnungChartplatzierungen (Jahr, Titel, Musiklabel, Platzierungen, Wochen, Auszeichnungen, Anmerkungen) | Höchstplatzierung, Gesamtwochen, AuszeichnungChartplatzierungen (Jahr, Titel, Musiklabel, Platzierungen, Wochen, Auszeichnungen, Anmerkungen) | Anmerkungen                                                 |
| Jahr | Titel Musiklabel                                   | DE | AT | CH | UK | Anmerkungen                                                 |
| ---- | -------------------------------------------------- | --- | --- | --- | --- | ----------------------------------------------------------- |
| 2001 | Never Stop the Alpenpop EMI Music (EMI)            | — | — | — | UK92 (1 Wo.)UK | Erstveröffentlichung: 27. August 2001                       |
| 2003 | Greatest Partyhits EMI Music (EMI)                 | DE92 (1 Wo.)DE | AT5 (17 Wo.)AT | — | — | Erstveröffentlichung: 24. Februar 2003                      |
| 2004 | Ich war immer der Clown! Ylee Music (Ylee)         | — | AT49 (3 Wo.)AT | — | — | Erstveröffentlichung: 2004                                  |
| 2007 | Best Of Polydor (UMG)                              | DE17 ×2Doppelplatin · (37 Wo.)DE | AT2 ×2Doppelplatin · (24 Wo.)AT | CH3 Gold · (52 Wo.)CH | — | Erstveröffentlichung: 16. November 2007 Verkäufe: + 455.000 |
| 2011 | Der DJ aus den Bergen Polydor (UMG)                | DE35 (7 Wo.)DE | — | CH34 (14 Wo.)CH | — | Erstveröffentlichung: 14. Oktober 2011                      |
| 2019 | 20 Jahre DJ Ötzi – Party ohne Ende Electrola (UMG) | DE3 Gold · (55 Wo.)DE | AT2 ×3Dreifachgold · (86 Wo.)AT | CH4 (18 Wo.)CH | — | Erstveröffentlichung: 2. Januar 2019 Verkäufe: + 122.500    |

### EPs
| Jahr | Titel Musiklabel                                 | Anmerkungen                            |
| ---- | ------------------------------------------------ | -------------------------------------- |
| 2023 | Après Ski Hits mit DJ Ötzi Universal Music (UMG) | Erstveröffentlichung: 10. Februar 2023 |

### Weihnachtsalben
| Jahr | Titel Musiklabel                    | Höchstplatzierung, Gesamtwochen, AuszeichnungChartplatzierungen (Jahr, Titel, Musiklabel, Platzierungen, Wochen, Auszeichnungen, Anmerkungen) | Höchstplatzierung, Gesamtwochen, AuszeichnungChartplatzierungen (Jahr, Titel, Musiklabel, Platzierungen, Wochen, Auszeichnungen, Anmerkungen) | Höchstplatzierung, Gesamtwochen, AuszeichnungChartplatzierungen (Jahr, Titel, Musiklabel, Platzierungen, Wochen, Auszeichnungen, Anmerkungen) | Höchstplatzierung, Gesamtwochen, AuszeichnungChartplatzierungen (Jahr, Titel, Musiklabel, Platzierungen, Wochen, Auszeichnungen, Anmerkungen) | Anmerkungen                             |
| Jahr | Titel Musiklabel                    | DE | AT | CH | UK | Anmerkungen                             |
| ---- | ----------------------------------- | --- | --- | --- | --- | --------------------------------------- |
| 2022 | Weihnachts-Memories Electrola (UMG) | DE30 (5 Wo.)DE | AT11 (5 Wo.)AT | CH78 (2 Wo.)CH | — | Erstveröffentlichung: 18. November 2022 |

### Kinderalben
| Jahr | Titel Musiklabel           | Anmerkungen                                              |
| ---- | -------------------------- | -------------------------------------------------------- |
| 2006 | The Musicman Polydor (UMG) | Erstveröffentlichung: 6. Oktober 2006 als DJ Ötzi Junior |

## Singles

### Als Leadmusiker
| Jahr | Titel Album                                                                      | Höchstplatzierung, Gesamtwochen, AuszeichnungChartplatzierungen (Jahr, Titel, Album, Platzierungen, Wochen, Auszeichnungen, Anmerkungen) | Höchstplatzierung, Gesamtwochen, AuszeichnungChartplatzierungen (Jahr, Titel, Album, Platzierungen, Wochen, Auszeichnungen, Anmerkungen) | Höchstplatzierung, Gesamtwochen, AuszeichnungChartplatzierungen (Jahr, Titel, Album, Platzierungen, Wochen, Auszeichnungen, Anmerkungen) | Höchstplatzierung, Gesamtwochen, AuszeichnungChartplatzierungen (Jahr, Titel, Album, Platzierungen, Wochen, Auszeichnungen, Anmerkungen) | Anmerkungen |
| Jahr | Titel Album                                                                      | DE | AT | CH | UK | Anmerkungen |
| ---- | -------------------------------------------------------------------------------- | --- | --- | --- | --- | --- |
| 1999 | Anton aus Tirol Das Album                                                        | DE1 ×2Doppelplatin · (42 Wo.)DE | AT1 ×3Dreifachplatin · (75 Wo.)AT | CH2 Gold · (28 Wo.)CH | — | Erstveröffentlichung: Dezember 1999 Verkäufe: + 1.240.000; Original: Walter & die bunten Vögel                                                        |
| 2000 | Never Stop the Alpenpop Das Album                                                | — | — | — | — | Erstveröffentlichung: 2000 Traditional – Zillertaler Tramplan                                                                                         |
| 2000 | Gemma Bier trinken Das Album                                                     | DE15 (13 Wo.)DE | AT12 (13 Wo.)AT | CH37 (9 Wo.)CH | — | Erstveröffentlichung: 13. Juni 2000 Original: Traditional – Bier her, Bier her                                                                        |
| 2000 | Hey Baby (Uhh, Ahh) auch bekannt als: Hey Betty (Uhh, Ahh) Love, Peace & Vollgas | DE11 Gold · (35 Wo.)DE | AT4 Gold · (40 Wo.)AT | — | UK1 Platin · (41 Wo.)UK | Erstveröffentlichung: 31. Juli 2000 Verkäufe: + 1.166.000 Original: Bruce Channel                                                                     |
| 2001 | Do Wah Diddy Diddy Love, Peace & Vollgas                                         | DE29 (9 Wo.)DE | AT9 (18 Wo.)AT | CH75 (4 Wo.)CH | UK9 (10 Wo.)UK | Erstveröffentlichung: 5. Juni 2001 Original: The Exciters                                                                                             |
| 2001 | Love, Peace & Vollgas                                                            | DE82 (3 Wo.)DE | AT43 (8 Wo.)AT | — | — | Erstveröffentlichung: 24. September 2001 Original: Das Berglandecho – Ja, mir san mit’m Radl da                                                       |
| 2001 | X-Mas Time Ich war immer der Clown!                                              | DE54 (6 Wo.)DE | AT7 (6 Wo.)AT | — | UK51 (2 Wo.)UK | Erstveröffentlichung: 1. November 2001 |
| 2002 | Don’t You Just Know It (Don’t Ha Ha) Love, Peace & Vollgas                       | DE59 (7 Wo.)DE | AT15 (12 Wo.)AT | — | — | Erstveröffentlichung: 7. Januar 2002 vs. Captain Jack; Original: Huey „Piano“ Smith & His Clowns                                                      |
| 2002 | Live Is Life (Here We Go) Today Is the Day                                       | DE15 (10 Wo.)DE | AT16 (13 Wo.)AT | CH26 (15 Wo.)CH | UK50 (2 Wo.)UK | Erstveröffentlichung: 17. Juni 2002 Verkäufe: + 800.000; mit Hermes House Band; Original: Opus                                                        |
| 2002 | Today Is the Day                                                                 | DE39 (7 Wo.)DE | AT19 (14 Wo.)AT | — | — | Erstveröffentlichung: 23. September 2002 Original: Traditional – Donaulied                                                                            |
| 2003 | Ramalamadingdong Today Is the Day                                                | — | AT37 (6 Wo.)AT | — | — | Erstveröffentlichung: 2003 Original: The Edsels |
| 2003 | Burger Dance Flying to the Sky                                                   | DE1 Gold · (16 Wo.)DE | AT3 Gold · (23 Wo.)AT | CH7 (13 Wo.)CH | — | Erstveröffentlichung: 28. Juli 2003 Verkäufe: + 165.000; feat. Eric Dikeb Original: Fast Food Rockers – Fast Food Song                                |
| 2004 | Not Without Us –                                                                 | DE20 (8 Wo.)DE | AT10 (15 Wo.)AT | CH97 (2 Wo.)CH | — | Erstveröffentlichung: 1. Juni 2004 Original: Anton Karas – Harry-Lime-Thema                                                                           |
| 2004 | Tanz den Rehakles auch bekannt als: Horepze to Rehakles –                        | DE37 (8 Wo.)DE | AT43 (1 Wo.)AT | — | — | Erstveröffentlichung: 8. Juli 2004 Original: Mikis Theodorakis – Zorba’s Dance                                                                        |
| 2004 | Känguru Dance I Am the Musicman                                                  | DE19 (9 Wo.)DE | AT15 (10 Wo.)AT | — | — | Erstveröffentlichung: 27. September 2004 Original: Volker Rosin – Das singende Känguruh                                                               |
| 2005 | Servus die Wadln / La ola Walzer –                                               | DE40 (5 Wo.)DE | AT27 (8 Wo.)AT | — | — | Erstveröffentlichung: 3. Januar 2005 Original: Joseíto Fernández – Guajira Guantanamera                                                               |
| 2006 | Sieben Sünden Sternstunden                                                       | DE30 Gold · (14 Wo.)DE | AT2 (27 Wo.)AT | CH79 (1 Wo.)CH | — | Erstveröffentlichung: 24. Februar 2006 Verkäufe: + 150.000; feat. Marc Pircher Original: Uwe Busse                                                    |
| 2006 | I Am the Musicman The Musicman                                                   | DE24 (7 Wo.)DE | AT12 (9 Wo.)AT | — | — | Erstveröffentlichung: 15. September 2006 Original: Traditional – Old MacDonald Had a Farm / Scotland the Brave / She’ll Be Coming ’Round the Mountain |
| 2006 | Gute Nacht The Musicman                                                          | — | — | — | — | Erstveröffentlichung: 5. Dezember 2006 Original: Traditional – Frère Jacques                                                                          |
| 2007 | Ein Stern (… der deinen Namen trägt) Sternstunden                                | DE1 ×9Neunfachgold · (107 Wo.)DE | AT1 ×2Doppelplatin · (73 Wo.)AT | CH2 Gold · (118 Wo.)CH | — | Erstveröffentlichung: 2. Februar 2007 Verkäufe: + 1.425.000; mit Nik P.                                                                               |
| 2007 | I will leb’n Best Of (Platin Edition)                                            | DE7 (11 Wo.)DE | AT6 (18 Wo.)AT | CH44 (6 Wo.)CH | — | Erstveröffentlichung: 2. November 2007 Original: Steirerbluat                                                                                         |
| 2008 | Noch in 100.000 Jahren Hotel Engel                                               | DE10 Gold · (24 Wo.)DE | AT4 (20 Wo.)AT | CH49 (6 Wo.)CH | — | Erstveröffentlichung: 24. Oktober 2008 Verkäufe: + 150.000; Original: Oliver Lukas                                                                    |
| 2009 | Tränen Hotel Engel                                                               | DE24 (9 Wo.)DE | AT12 (20 Wo.)AT | — | — | Erstveröffentlichung: 6. Februar 2009 feat. Kate Hall; Original: Florian Ast & Francine Jordi                                                         |
| 2009 | Hotel Engel                                                                      | DE66 (6 Wo.)DE | — | — | — | Erstveröffentlichung: 3. Juli 2009 |
| 2009 | Sweet Caroline Hotel Engel (Gold Edition)                                        | DE19 Gold · (18 Wo.)DE | AT18 (21 Wo.)AT | — | — | Erstveröffentlichung: 18. September 2009 Verkäufe: + 195.000; Original: Neil Diamond                                                                  |
| 2010 | Ich will mit dir fliegen Du und ich                                              | DE43 (3 Wo.)DE | AT49 (4 Wo.)AT | — | — | Erstveröffentlichung: 8. Oktober 2010 |
| 2011 | Lieb ich dich Du und ich                                                         | DE79 (1 Wo.)DE | — | — | — | Erstveröffentlichung: 8. März 2011 |
| 2011 | I sing a Liad für dich Der DJ aus den Bergen                                     | DE35 (23 Wo.)DE | AT27 (10 Wo.)AT | — | — | Erstveröffentlichung: 26. August 2011 Original: Andreas Gabalier                                                                                      |
| 2011 | Ring the Bell Der DJ aus den Bergen                                              | DE48 (3 Wo.)DE | AT35 (3 Wo.)AT | — | — | Erstveröffentlichung: 2. Dezember 2011 |
| 2012 | Du bist es Es ist Zeit                                                           | DE36 (4 Wo.)DE | AT38 (4 Wo.)AT | — | — | Erstveröffentlichung: 31. August 2012 |
| 2013 | Wie ein Komet Es ist Zeit                                                        | DE33 (4 Wo.)DE | AT21 (3 Wo.)AT | — | — | Erstveröffentlichung: 8. Februar 2013 Original: Andreas Zaron                                                                                         |
| 2013 | Tirol Es ist Zeit                                                                | — | AT27 (11 Wo.)AT | — | — | Erstveröffentlichung: 5. April 2013 Original: Men at Work – Down Under                                                                                |
| 2015 | I Want You to Want Me 20 Jahre DJ Ötzi – Party ohne Ende                         | — | — | — | — | Erstveröffentlichung: 29. Mai 2015 Original: Cheap Trick                                                                                              |
| 2016 | Geboren um dich zu lieben 20 Jahre DJ Ötzi – Party ohne Ende                     | DE11 Gold · (9 Wo.)DE | AT6 (10 Wo.)AT | CH29 (4 Wo.)CH | — | Erstveröffentlichung: 8. Januar 2016 Verkäufe: + 200.000; mit Nik P.                                                                                  |
| 2016 | A Mann für Amore Von Herzen                                                      | DE— GoldDE | — | — | — | Erstveröffentlichung: 19. August 2016 Verkäufe: + 200.000                                                                                             |
| 2018 | Bella ciao 20 Jahre DJ Ötzi – Party ohne Ende                                    | — | — | — | — | Erstveröffentlichung: 28. September 2018 Original: Traditional                                                                                        |
| 2020 | Der hellste Stern (Böhmischer Traum) Sei du selbst – Party 2.0                   | — | — | — | — | Erstveröffentlichung: 10. Januar 2020 Original: Scherzachtaler Blasmusik                                                                              |
| 2020 | Leb! Sei du selbst – Party 2.0                                                   | — | — | — | — | Erstveröffentlichung: 23. Oktober 2020 Original: André Hazes Jr. – Leef                                                                               |
| 2021 | Can’t Take My Eyes Off You Sei du selbst – Party 2.0                             | — | — | — | — | Erstveröffentlichung: 27. August 2021 Original: Frankie Valli                                                                                         |
| 2022 | Wenn Gott so will Sei du selbst – Party 2.0                                      | — | — | — | — | Erstveröffentlichung: 15. Juli 2022 |
| 2022 | Little Drummer Boy Weihnachts-Memories                                           | — | — | — | — | Erstveröffentlichung: 4. November 2022 Original: Trapp Family Singers – Carol of the Drum                                                             |
| 2023 | Sex on Fire –                                                                    | — | — | — | — | Erstveröffentlichung: 30. Juni 2023 Original: Kings of Leon                                                                                           |
| 2023 | Du (was ich will, bist du) –                                                     | — | — | — | — | Erstveröffentlichung: 13. Oktober 2023 Original: Umberto Tozzi – Tu                                                                                   |
| 2024 | Gigolo –                                                                         | — | — | — | — | Erstveröffentlichung: 11. Oktober 2024 |
| 2024 | Major Tom (völlig losgelöst) –                                                   | — | — | — | — | Erstveröffentlichung: 8. November 2024 mit Mickie Krause & Florian Silbereisen als „MFG“                                                              |

### Als Gastmusiker
| Jahr | Titel Album          | Höchstplatzierung, Gesamtwochen, AuszeichnungChartplatzierungen (Jahr, Titel, Album, Platzierungen, Wochen, Auszeichnungen, Anmerkungen) | Höchstplatzierung, Gesamtwochen, AuszeichnungChartplatzierungen (Jahr, Titel, Album, Platzierungen, Wochen, Auszeichnungen, Anmerkungen) | Höchstplatzierung, Gesamtwochen, AuszeichnungChartplatzierungen (Jahr, Titel, Album, Platzierungen, Wochen, Auszeichnungen, Anmerkungen) | Höchstplatzierung, Gesamtwochen, AuszeichnungChartplatzierungen (Jahr, Titel, Album, Platzierungen, Wochen, Auszeichnungen, Anmerkungen) | Anmerkungen                                              |
| Jahr | Titel Album          | DE | AT | CH | UK | Anmerkungen                                              |
| ---- | -------------------- | --- | --- | --- | --- | -------------------------------------------------------- |
| 2010 | Fang das Licht Leben | DE57 (2 Wo.)DE | AT31 (5 Wo.)AT | — | — | Erstveröffentlichung: 19. März 2010 Karel Gott & DJ Ötzi |

## Videoalben und Musikvideos

### Videoalben
| Jahr | Titel Musiklabel                                    | Anmerkungen                |
| ---- | --------------------------------------------------- | -------------------------- |
| 2001 | Hör mal wer da singt MMK Media (MMK)                | Erstveröffentlichung: 2001 |
| 2009 | Gerry Friedle: Mein Leben mit DJ Ötzi Polydor (UMG) | Erstveröffentlichung: 2009 |

### Musikvideos
| Jahr | Titel                                | Regie             |
| ---- | ------------------------------------ | ----------------- |
| 1999 | Anton aus Tirol                      |                   |
| 2000 | Hey Baby (Uhh, Ahh)                  |                   |
| 2001 | Do Wah Diddy Diddy                   |                   |
| 2001 | Love, Peace & Vollgas                |                   |
| 2002 | Live Is Life (Here We Go)            |                   |
| 2003 | Burger Dance                         |                   |
| 2004 | Not Without Us                       |                   |
| 2006 | I Am the Musicman                    | Hannes M. Schalle |
| 2007 | Ein Stern (… der deinen Namen trägt) |                   |
| 2007 | I will leb’n                         |                   |
| 2008 | Noch in 100.000 Jahren               |                   |
| 2008 | Urlaub                               | Andreas Z Simon   |
| 2009 | Tränen                               |                   |
| 2009 | Hotel Engel                          |                   |
| 2009 | Sweet Caroline                       |                   |
| 2010 | Ich will mit dir fliegen             |                   |
| 2011 | Lieb ich dich                        | Nikolaj Georgiew  |
| 2011 | I sing a Liad für dich               |                   |
| 2011 | Ring the Bell                        |                   |
| 2012 | Like a Star                          |                   |
| 2012 | Crossfire                            |                   |
| 2012 | Let Your Love Flow                   |                   |
| 2012 | Hotel Angel                          |                   |
| 2012 | Du bist es                           | Alan Smithee      |
| 2013 | Wie ein Komet                        | Alan Smithee      |
| 2016 | Geboren um dich zu lieben            | Philipp Lenner    |
| 2017 | Für immer jung                       |                   |
| 2018 | Bella ciao                           |                   |
| 2020 | Der hellste Stern (Böhmischer Traum) |                   |
| 2020 | Leb!                                 |                   |
| 2021 | Der Moment                           |                   |
| 2021 | Can’t Take My Eyes Off You           |                   |
| 2022 | Was für eine geile Zeit              |                   |
| 2022 | Little Drummer Boy                   |                   |
| 2022 | Happy Xmas (War Is Over)             |                   |
| 2023 | Du (was ich will, bist du)           |                   |
| 2024 | Gigolo                               |                   |

## Boxsets
| Jahr | Titel Musiklabel                                 | Anmerkungen                         |
| ---- | ------------------------------------------------ | ----------------------------------- |
| 2009 | 10 Jahre DJ Ötzi – Die Best of Box Polydor (UMG) | Erstveröffentlichung: 24. Juli 2009 |
| 2011 | The DJ Ötzi Collection Polydor (UMG)             | Erstveröffentlichung: 8. April 2011 |

## Promoveröffentlichungen
| Jahr | Titel Album                                                                   | Anmerkungen                                                     |
| ---- | ----------------------------------------------------------------------------- | --------------------------------------------------------------- |
| 2000 | Wo der Handschlag no zählt … Das Album                                        | Erstveröffentlichung: 2000                                      |
| 2006 | Die Alm –                                                                     | Erstveröffentlichung: 2006                                      |
| 2021 | Der Moment Sei du selbst – Party 2.0                                          | Erstveröffentlichung: 11. Juni 2021                             |
| 2022 | Sternenträumer Ich würd’s wieder tun                                          | Erstveröffentlichung: 28. Juli 2022 Andrea Berg feat. DJ Ötzi   |
| 2022 | Was für eine geile Zeit Was wir haben, ist für immer – Das Beste aus 5 Jahren | Erstveröffentlichung: 14. Oktober 2022 Ben Zucker feat. DJ Ötzi |

## Sonderveröffentlichungen

### Alben
| Jahr | Titel Musiklabel                               | Anmerkungen                                                                     |
| ---- | ---------------------------------------------- | ------------------------------------------------------------------------------- |
| 2009 | The Hit Collection Koch Universal (UMG)        | Erstveröffentlichung: 2009 Teil der „Hit-Collection“-Reihe                      |
| 2010 | Sternstunden + Flying to the Sky Polydor (UMG) | Erstveröffentlichung: 2010 Teil der „2-in-1“-Reihe                              |
| 2015 | Ich find’ Schlager toll Polydor (UMG)          | Erstveröffentlichung: 6. November 2015 Teil der „Ich-find’-Schlager-toll“-Reihe |

| Jahr | Titel Musiklabel                                                            | Anmerkungen                                                               |
| ---- | --------------------------------------------------------------------------- | ------------------------------------------------------------------------- |
| 2007 | Ein Stern (… der deinen Namen trägt) – No. 1 Hit-Pack Universal Music (UMG) | Erstveröffentlichung: 2007 Mini-Kompilation; Teil der „Essential-5“-Reihe |
| 2022 | Sommerhits mit DJ Ötzi Universal Music (UMG)                                | Erstveröffentlichung: 22. Juli 2022 Mini-Kompilation                      |
| 2022 | Wiesn Party mit DJ Ötzi Universal Music (UMG)                               | Erstveröffentlichung: 12. August 2022 Mini-Kompilation                    |

### Lieder
| Jahr | Titel Album                                                                   | Anmerkungen |
| ---- | ----------------------------------------------------------------------------- | --- |
| 2009 | Det’ dit navn / Ein Stern Kandis Live 2 – 20 års jubilæumsshow                | Erstveröffentlichung: 2009 Kandis feat. DJ Ötzi                                                                   |
| 2009 | Fang das Licht Leben                                                          | Erstveröffentlichung: 16. Oktober 2009 Karel Gott & DJ Ötzi                                                       |
| 2014 | Hey! Baby Bamboleo – The Greatest Gypsy Hits of All Time!                     | Erstveröffentlichung: 6. Juni 2014 Chico & the Gypsies & DJ Ötzi                                                  |
| 2020 | Barfuß durch den Sommer Das ultimative Jubiläums-Best-Of                      | Erstveröffentlichung: 23. Oktober 2020 Jürgen Drews feat. DJ Ötzi; Original: Eddie Rabbitt – Rocky Mountain Music |
| 2020 | Wir leben Schlager Das ultimative Jubiläums-Best-Of                           | Erstveröffentlichung: 23. Oktober 2020 Jürgen Drews & Freunde                                                     |
| 2021 | Ein Stern (… der deinen Namen trägt) Vol. 1                                   | Erstveröffentlichung: 26. Februar 2021 Schlagerkids feat. DJ Ötzi & Nik P.                                        |
| 2022 | Sternenträumer Ich würd’s wieder tun                                          | Erstveröffentlichung: 29. Juli 2022 Andrea Berg feat. DJ Ötzi                                                     |
| 2022 | Was für eine geile Zeit Was wir haben, ist für immer – Das Beste aus 5 Jahren | Erstveröffentlichung: 28. Oktober 2022 Ben Zucker feat. DJ Ötzi                                                   |
| 2022 | Weine nicht um ihn 40                                                         | Erstveröffentlichung: 4. November 2022 Nockis feat. DJ Ötzi                                                       |
| 2025 | Wir fahren in die Berge Plus 1                                                | Erstveröffentlichung: 14. März 2025 Mickie Krause feat. DJ Ötzi                                                   |

| Jahr | Titel Album                                                              | Anmerkungen                                                         |
| ---- | ------------------------------------------------------------------------ | ------------------------------------------------------------------- |
| 2005 | Deine Hilfe wird gebraucht Austria for Asia – Deine Hilfe wird gebraucht | Erstveröffentlichung: 24. Januar 2005 als Teil von Austria for Asia |

### Videoalben
| Jahr | Titel Musiklabel                                  | Anmerkungen |
| ---- | ------------------------------------------------- | --- |
| 2010 | DJ Ötzi & Friends – Live in Concert Polydor (UMG) | Erstveröffentlichung: 29. Oktober 2010 Bonus-DVD, Teil von Du und ich (Deluxe Edition)                             |
| 2012 | The Roadtrip Polydor (UMG)                        | Erstveröffentlichung: 23. März 2012 mit den Bellamy Brothers; Bonus-DVD, Teil von Simply the Best (Deluxe Edition) |

## Statistik

### Chartauswertung
|                     | DE     | AT     | CH     | UK    |
| ------------------- | ------ | ------ | ------ | ----- |
| Nummer-eins-Alben   | DE—DE  | AT2AT  | CH—CH  | UK—UK |
| Top-10-Alben        | DE5DE  | AT13AT | CH5CH  | UK—UK |
| Alben in den Charts | DE15DE | AT15AT | CH14CH | UK1UK |

|                       | DE     | AT     | CH     | UK    |
| --------------------- | ------ | ------ | ------ | ----- |
| Nummer-eins-Singles   | DE3DE  | AT2AT  | CH—CH  | UK1UK |
| Top-10-Singles        | DE5DE  | AT11AT | CH3CH  | UK2UK |
| Singles in den Charts | DE30DE | AT30AT | CH11CH | UK4UK |

### Auszeichnungen für Musikverkäufe
| Goldene Schallplatte - Belgien - 2000: für die Single Anton aus Tirol - 2003: für die Single Live Is Life (Here We Go) - Dänemark - 2025: für die Single Sweet Caroline - Niederlande - 2001: für die Single Anton aus Tirol | Platin-Schallplatte - Australien - 2002: für die Single Hey Baby - Dänemark - 2001: für die Single Hey Baby - Frankreich - 2003: für die Single Live Is Life (Here We Go) - Schweden - 2001: für die Single Hey Baby |

Anmerkung: Auszeichnungen in Ländern aus den Charttabellen bzw. Chartboxen sind in ebendiesen zu finden.
| Land/RegionAuszeichnungen für Musikverkäufe (Land/Region, Auszeichnungen, Verkäufe, Quellen) | Gold       | Platin       | Verkäufe  | Quellen           |
| -------------------------------------------------------------------------------------------- | ---------- | ------------ | --------- | ----------------- |
| Australien (ARIA)                                                                            | —          | Platin1      | 70.000    | aria.com.au       |
| Belgien (BRMA)                                                                               | 2× Gold2   | —            | 50.000    | ultratop.be       |
| Dänemark (IFPI)                                                                              | Gold1      | Platin1      | 65.000    | ifpi.dk           |
| Deutschland (BVMI)                                                                           | 12× Gold12 | 9× Platin9   | 4.650.000 | musikindustrie.de |
| Frankreich (SNEP)                                                                            | —          | Platin1      | 500.000   | infodisc.fr       |
| Niederlande (NVPI)                                                                           | Gold1      | —            | 40.000    | nvpi.nl           |
| Österreich (IFPI)                                                                            | 6× Gold6   | 14× Platin14 | 540.000   | ifpi.at           |
| Schweden (IFPI)                                                                              | —          | Platin1      | 30.000    | ifpi.se           |
| Schweiz (IFPI)                                                                               | 5× Gold5   | —            | 95.000    | hitparade.ch      |
| Vereinigtes Königreich (BPI)                                                                 | —          | Platin1      | 776.000   | bpi.co.uk         |
| Insgesamt                                                                                    | 27× Gold27 | 28× Platin28 |           |                   |